# Gonnosnò
Gonnosnò är en ort och kommun i provinsen Oristano i regionen Sardinien i Italien. Kommunen hade 759 invånare (2017).